# Deuxième circonscription de Semada
La deuxième circonscription de Semada est une des 135 circonscriptions législatives de l'État fédéré Amhara, elle se situe dans la Zone Sud Gonder. Son représentant actuel est Alemnew Getnet Abera.